# هیل اینترنشنال
هیل اینترنشنال (انگلیسی: Hill International) شرکت خدمات حرفه‌ای آمریکایی است، که در سال ۱۹۷۶ تأسیس شد.